# プルーフ・オブ・ライフ
『プルーフ・オブ・ライフ』（Proof of Life）は、2000年のアメリカ映画。

## ストーリー
南アメリカにある国テカラにピーター・ボーマン（デヴィッド・モース）がダムの建築技師として赴任してきたが、ELTという反政府ゲリラに誘拐されてしまう。
ピーターが所属している会社は社員が誘拐されたときのためにロイズに加盟しているK&R（誘拐身代金保険会社）の誘拐保険に加入していたため、保険会社は契約通り反政府ゲリラと人質の解放交渉するため、元イギリス陸軍特殊部隊SASのテリー・ソーン（ラッセル・クロウ）を現地に派遣する。テリーはELTの窓口になっている“マルコ”と無線で交渉に乗り出すが、途中で保険の契約が切れてしまい、テリーは任地を去らなければならなかった。
しかし、ピーターの妻のアリス・ボーマン（メグ・ライアン）に好意を抱くようにまでなっていたテリーは、会社の帰還命令を無視して一人で交渉に挑むようになる。交渉が進むにつれて、テリーとは異なった案件で同じくELTと交渉に当たっていたディノ（デヴィッド・カルーソ）と共同戦線を張ることになる。その頃、ELTの本拠をまんまと抜け出すことに成功した元フランス外人部隊の宣教師エリック・ケズラーから情報を引き出し、また、運よくELTの交渉の窓口になっている“マルコ”を突き止めることに成功する。“マルコ”はELTに内通している政府高官だったのだ。
テリーは“マルコ”と直接交渉するが、決裂。この交渉でピーターは救出できないと悟ったテリーは、ディノとともに強行突入を決意する。

## 登場人物
アリス・ボーマン
演 - メグ・ライアン
ピーターの妻。
テリー・ソーン
演 - ラッセル・クロウ
元イギリス陸軍特殊部隊SAS。国際的な人質事件を専門に扱う交渉人。現地に派遣されて赴く。
ピーター・ボーマン
演 - デヴィッド・モース
ダムの建築技師。ELTに誘拐される。アメリカ人。
ジャニス・グッドマン
演 - パメラ・リード
ピーターの姉。
ディノ
演 - デヴィッド・カルーソ
元グリーンベレーの隊員。テリーの同業者。ELTと交渉に当たっていた。
テッド・フェルナー
演 - アンソニー・ヒールド
クアド石油の人間。
ジェリー
演 - スタンリー・アンダーソン
ピーターの友人。
エリック・ケスラー
演 - ゴットフリード・ジョン
宣教師。ドイツ人。元フランス外人部隊員。
ヘンリー
演 - マーリン・ハンブリー・テニソン
テリーの息子。

## キャスト
| 役名                     | 俳優                           | 日本語吹替                            |
| ------------------------ | ------------------------------ | ------------------------------------- |
| アリス・ボーマン         | メグ・ライアン                 | 渡辺美佐                              |
| テリー・ソーン           | ラッセル・クロウ               | 磯部勉                                |
| ピーター・ボーマン       | デヴィッド・モース             | 荒川太郎                              |
| ジャニス・グッドマン     | パメラ・リード                 | 宮寺智子                              |
| ディノ                   | デヴィッド・カルーソ           | 寺杣昌紀                              |
| テッド・フェルナー       | アンソニー・ヒールド           | 佐々木梅治                            |
| ジェリー                 | スタンリー・アンダーソン       | 石波義人                              |
| エリック・ケスラー       | ゴットフリード・ジョン         | 仲野裕                                |
| ヘンリー（テリーの息子） | マーリン・ハンブリー・テニソン | 杉山紀彰                              |
|                          |                                |                                       |
| 演出                     |                                | 高橋剛                                |
| 翻訳                     |                                | 久保喜昭                              |
| プロデューサー           |                                | 尾谷アイコ                            |
| 制作                     |                                | ACクリエイト ワーナー・ホーム・ビデオ |

## スタッフ
- 監督：テイラー・ハックフォード
- 製作：テイラー・ハックフォード、チャールズ・マルヴェヒル
- 製作総指揮：トニー・ギルロイ、スティーヴン・ルーサー
- 脚本：トニー・ギルロイ
- 撮影：スワヴォミール・イジャック
- 音楽：ダニー・エルフマン

## 備考
- 公開前より、主演のメグ・ライアンとラッセル・クロウのロマンスがゴシップの的となってしまった。そのためメグ・ライアンは、2001年に夫であったデニス・クエイドと離婚することになった。
- 劇中、ラッセル・クロウとメグ・ライアンの間でラブシーンが存在したが、試写を見た女性から夫が誘拐されているにもかかわらず浮気することにクレームがつき、カットされた。